# 弗兰克·克雷耶尔曼
弗兰克·克雷耶尔曼（荷蘭語：Frank Beno Mariano Creyelman，1961年10月8日—）比利时政治家。1995年至1999年，担任弗拉芒议会议员；1999年至2007年担任参议院议员，2007年至2014年再次担任弗拉芒议会议员。他是弗拉芒利益党政治家史蒂文·克里耶尔曼的兄弟。2023年，一项调查揭露他与中国有间谍联系，之后他被弗拉芒利益党开除。